# جمال ناجي
جمال ناجي محمد إسماعيل  (1 نوفمبر 1954 - 6 مايو 2018)، روائي وقاص أردني من أصل فلسطيني.

## حياته
وُلد جمال في عقبة جبر – أريحا العام 1954 حيث عاش طفولته المبكرة، ثم انتقل إلى عمان إثر نكسة حزيران 1967 وأقام وتلقى تعليمه فيها منذ ذلك الحين، حصل على دبلوم في الفنون التشكيلية من كلية تدريب عمان في عام 1975،عمل مدرسا في المملكة العربية السعودية خلال السنوات 1975-1977، ثم عمل في البنك العربي في عمّان خلال السنوات 1978-1995، ثم انتقل للعمل مديراً لمركز ثقافات للدراسات (إنتلجنسيا) منذ عام 1996 حتى عام 2004.
بدأ في الكتابة الروائية منذ أواسط السبعينات من القرن الماضي، حيث كتب أول رواية له في 1977 بعنوان (الطريق إلى بلحارث) وقد نشرت في 1982 ولقيت أصداء واسعة في حينها.
انتخب جمال ناجي رئيسا لرابطة الكتاب الأردنيين في العام 2001 حتى العام 2003، وكان خلال هذه الفترة عضوا في الأمانة العامة لاتحاد الكتاب العرب، وعضوا في مجلس النقباء الأردنيين، وعضوا في اللجنة العليا لعمان عاصمة للثقافة العربية 2002، ورئيس تحرير مجلة " أوراق "، وعضو لجنة سينايوهات الأردن المستقبلية 2020، وعضوا محكما في عدد من لجان تقييم النصوص الأدبية، وشارك في العديد من المؤتمرات الأدبية والفكرية العربية والعالمية، وأعدت دراسات كثيرة عن نتاجاته الأدبية إضافة إلى رسائل الدكتوراه والماجستير التي تناولت تجربته الروائية، كما أدرجت بعض قصصه القصيرة في المناهج المدرسية فيما تدرس رواياته في بعض الجامعات.كما شغل جمال منصب رئيس المركز الثقافي العربي بعمّان في عام 2009.

## مسيرته الأدبية
تميزت روايات وقصص جمال ناجي بالتنوع ولم تنحصر أحداثها في أماكن متكررة أو أزمان محددة، ففي روايته الأولى (الطريق إلى بلحارث 1982) يتناول البيئة الصحراوية في القرية السعودية خلال العقد الثامن من القرن العشرين، بينما تدور أحداث روايته الثانية (وقت 1984) في المخيم الفلسطيني خلال الخمسينات والستينات، أما روايته الثالثة (مخلفات الزوابع الأخيرة 1988) فتتحدث عن الغجر وحياتهم وحلهم وترحالهم وتعايشهم مع المجتمعات المحلية، فيما تعد روايته الرابعة (الحياة على ذمة الموت 1993) مقدمة للدخول إلى موضوعة العولمة من خلال الاقتصاد، وهو ما تم استكماله في روايته الخامسة (ليلة الريش) التي تدور أحداثها في الأوساط المالية والاقتصادية من منظور نقد سلبيات العولمة. أما روايته ( عندما تشيخ الذئاب 2008) فقد لقيت ترحيبا كبيرا لدى القراء العرب ووصلت إلى القائمة النهائية للجائزة العالمية للرواية العربية – بوكر2010 - وهي تتناول موضوعة استثمار الدين والتحولات السياسية والفكرية التي شكلت مقدمات لمرحلة التطرف .
ثم أصدر روايته ( غريب النهر 2011) التي حازت على جائزة الملك عبد الله الثاني للابداع الادبي 2016 وتتحدث عن القضية الفلسطينية ومراحل النضال الفلسطيني ز الرواية الثامنة لناجي حملت عنوان ( موسم الحوريات ) وصدرت عام 2015 وتناولت موضوعة التطرف والمنظومات الاجتماعية والسياسية التي أوجدت هذه الظاهرة ، وقد ترجمت إلى اللغة الإنجليزية. وفيما يتعلق بقصص جمال ناجي فقد رأى النقاد فيها اختلافا جذريا عن أسلوبه الروائي سواء من حيث الشكل ام اسلوب المعالجة ام المضمون، وقد صنفت على أنها نوع من قصص الكشف في أعماق النفس البشرية بأسلوب جديد يعتمد المفارقة والنهايات غير المتوقعة. وقد صدرت له أربع مجموعات قصصية هي (رجل خالي الذهن / رجل بلا تفاصيل / ما جرى يوم الخميس/ المستهدف).
كتب أيضا السيناريو التلفزيوني، ومن أهم ما كتب في هذا المجال مسلسل (وادي الغجر) عن روايته “مخلفات الزوابع الاخيرة” ومسلسل (حرائق الحب)، كما كتب بشكل منتظم في الصحف والمجلات. وصلت روايته “عندما تشيخ الذئاب” إلى القائمة القصيرة للجائزة العالمية للرواية العربية (البوكر) لعام 2010.

## أعماله

### روايات
| - الطريق إلى بلحارث (1982) - ترجمت إلى اللغة الروسية - وقت (1984) - مخلفات الزوابع الاخيرة (1988) (حُولت إلى مسلسل بعنوان وادي الغجر)(الحائزة على جائزة الدولة التشجيعية، وإحدى أهم الروايات العربية المعاصرة) - الحياة على ذمة الموت (1993) - ليلة الريش (2004) - عندما تشيخ الذئاب (2008) - ترجمت إلى اللغة الهندية الماليبارية - غريب النهر (2011) - موسم الحوريات (2015) - ترجمت إلى اللغة الإنجليزية بعنوان (What Price Paradise) |

### قصص قصيرة
| تُرجم له 36 قصة قصيرة إلى اللغات الإنجليزية، الفرنسية، التركية، والبلغارية ومجموعاته القصصية القصيرة هي: - رجل خالي الذهن (1989) - رجل بلا تفاصيل (1994) - ما جرى يوم الخميس (2006) - المستهدف (2011) |

### سيناريوهات تلفزيونية
| - وادي الغجر (2006) |

## جوائز
- جائزة الملك عبد الله الثاني للإبداع الأدبي 2016 - الأردن
- جائزة الدولة التقديرية 2015 - الأردن
- القائمة النهائية لجائزة الشيخ زايد للكتاب 2014 – الإمارات العربية المتحدة
- القائمة النهائية للجائزة العالمية للرواية العربية ( بوكر ) 2010 – الامارات العربية المتحدة
- جائزة التفرغ الإبداعي 2009/ الصندوق العربي للثقافة والفنون – بيروت
- إجازة التفرغ الإبداعي 2007 / وزارة الثقافة – الاردن
- الجائزة التقديرية لرابطة الكتاب الاردنيين 1991
- جائزة تيسير سبول للرواية 1992 – الاردن
- جائزة الدولة التشجيعية 1989 – الاردن
- جائزة أفضل كتاب للعام 1985 – رواية وقت – 1985

## عضويات
- عضوية اتحاد الكتاب العرب
- عضوية اتحاد الكتاب الأفرواسيوي
- عضوية رابطة الكتاب الأردنيين
- عضوية رابطة الفنانين التشكيليين الأردنيين
- عضوية اللجنة العليا لعمان عاصمة الثقافة العربية 2002
- عضوية لجنة سيناريوهات الأردن 2020
- عضوية منظمة القلم الدولية
- عضوية لجان تحكيم نصوص وجوائز ومخطوطات

## وفاته
توفي مساء الأحد في 6 مايو 2018 عن عمر ناهز 64 عامًا إثر جلطة قلبية في العاصمة الأردنية عمّان.